# Julijanski dan
Julijanski dan ali številka julijanskega dneva (oznaka JDN) je celo število dnevov, ki so pretekli od začetne epohe, ki je določena v ponedeljek opoldne (po univezalnem času) na dan 1. januarja leta 4713 pr. n. št. po proleptičnem Julijanskem koledarju (vsebuje tudi leto 0). Takšen sistem štetja dnevov omogoča tudi negativne vrednosti, čeprav za leta pred tem datumom ni prepričljivih zapisanih podatkov. Ker je pričetek definiran v ponedeljek, je ponedeljek tudi vsak julijanski dan, ki je deljiv s 7 brez ostanka. 
Ostali ostanki pri deljenju s 7, nam dajo po vrsti dneve v tednu (1 torek, 2 sreda itd.)
Julijanskega dneva ne smemo zamenjati z julijanskim koledarjem.
Julijanski datum (oznaka JD) je sestavljen iz celega števila dni, ki so pretekli od začetne epohe, in iz decimalnega dela, ki predstavlja del časa v tem dnevu. Tako decimalni del 0,5 pomeni polnoč v dnevu iz celega dela datuma. Osnova za Julijanski datum je univerzalni čas (UT) v katerem je 0h UT (polnoč) enako 0,5 julijanskega dneva. Julijanski datum je zelo uporaben v programih za astronomijo. Z uporabo julijanskega datuma se odpravijo neusklajenosti med posameznimi načini določanja datumov (npr. gregorijanski in julijanski koledar).
Do sedaj je minilo približno 2,500.000 dni od ponedeljka 1. januarja leta 4713 pr. n. št. opoldan. 16. novembra 1858 je minilo 2,400.000 dni, 2,500.000 julijanskih dni pa bo minilo šele 31. avgusta leta 2132 opoldan.

## Zgodovina
Julijanski dan je predlagal Joseph Juste Scalinger leta 1583. To je bilo v času prehoda na Gregorijanski koledar. Ime za takšen način označevanja časa je verjetno dobil po julijanskem koledarju, ki se je takrat uporabljal. Nekateri viri pa navajajo, da ga je imenoval po svojem očetu Juliusu Caesarju Scaligerju.
Osnova za začetno epoho je julijanska perioda, ki šteje 7.980 let. To vrednost dobimo, če pomnožimo števila 28, 19 in 15. Ta števila imajo naslednjo osnovo:
- Število 28 je število let, ki so potrebna, da pride dan v tednu na isti datum (Sončev cikel)
- Število 19 je število let, ki so potrebna da lunina faza pride na isti datum (Metonov cikel)
- Število 15 je število, ki nima nobene zveze z astronomijo. To število se je uporabljalo za obdavčevanje. Uporabljati ga je pričel že cesar Konstantin leta 312 in se je uporabljal do leta 1806. Obdobje 15 let so uporabljali tudi v srednjem veku za označevanje dokumentov (indikcija).

Britanski astronom John Frederick William Herschel je v svojem delu ‘Outlines of Astronomy’ izdanem v letu 1849 uporabil ta način označevanja časa (pri tem je uporabljal poldnevnik, ki poteka skozi Aleksandrijo namesto poldnevnika skozi Greenwich. Pozneje so začetni poldnevnik prestavili na Greenwich (leta 1884).
Julijanski dan se prične opoldan, ker se je takrat, ko ga je Herschel priporočal, astronomski dan pričel opoldan.

## Izračunavanje številke julijanskega dne
Za datum (dan/mesec/leto) po gregorijanskem koledarju izračunamo številko julijanskega dneva s pomočjo formule:
{\displaystyle {\begin{matrix}JDN&=&dan+\left\lfloor {\frac {153m+2}{5}}\right\rfloor +365y+\left\lfloor {\frac {y}{4}}\right\rfloor -\left\lfloor {\frac {y}{100}}\right\rfloor +\left\lfloor {\frac {y}{400}}\right\rfloor -32045\end{matrix}}}
Kjer uporabimo:
{\displaystyle {\begin{matrix}a&=&\left\lfloor {\frac {14-mesec}{12}}\right\rfloor \\\\y&=&leto+4800-a\\\\m&=&mesec+12a-3\\\end{matrix}}}
Meseci od januarja do decembra imajo številke od 1 do 12.

Za leto 1 pr. n. št. je leto 0, za leto 2 pr. n. št. je leto −1, in za leto 4713 pr. n. št. je leto −4712. 

Pri deljenju uporabimo funkcijo za izračun celega dela. Ker pa so količniki (kvocienti) pozitivni, lahko decimalni del kar odrežemo.

## Izračunavanje julijanskega datuma
Julijanski datum izračunamo tako, da številki julijanskega dne dodamo decimalni del, ki pripada uram, minutam in sekundam:
{\displaystyle {\begin{matrix}JD&=&JDN+{\frac {ura-12}{24}}+{\frac {minuta}{1440}}+{\frac {sekunda}{86400}}\end{matrix}}}
Pri deljenju tukaj pa za količnike uporabimo realna števila.